# Herbert Bloch
Herbert Bloch (Berlino, 18 agosto 1911 – Cambridge, in Massachusetts, 6 settembre 2006) è stato un archeologo e storico tedesco naturalizzato statunitense.
Cruciali per la sua formazione culturale furono gli anni di studio trascorsi in Italia, dove fu allievo di Arnaldo Momigliano e Gaetano De Sanctis a all'Università di Roma. Emigrato poi negli Stati Uniti d'America, fu professore di greco antico e latino all'Università Harvard, ma i suoi ampi interessi scientifici spaziavano su vari campi di studio, dall'antichità fino al medioevo e al rinascimento: storia greca, archeologia e storia romana, monachesimo medievale, trasmissione della cultura e ricezione della letteratura classica all'età moderna. È noto anche per un monumentale studio, durato 25 anni, dedicato alla storia medievale dell'Abbazia di Montecassino.

## Biografia

### Formazione
Nato in Germania da una famiglia ebrea di origine boema, iniziò gli studi di storia antica, archeologia e filologia classica all'Università di Berlino, avendo maestri come il filologo e storico della filosofia greca Werner Jaeger (suo futuro collega a Harvard), l'archeologo classico Gerhart Rodenwaldt, il medievista e diplomatista Erich Caspar. A Berlino completò sette semestri prima di risolversi a una decisione drastica, presa contro la volontà della famiglia: dopo aver letto il Mein Kampf di Adolf Hitler, Bloch decise, infatti, di abbandonare la Germania nazista per proseguire la sua preparazione universitaria a Roma. Il suo fratello minore rimase invece in Germania, facendo una scelta che si sarebbe rivelata fatale e lo avrebbe mandato incontro alla deportazione ad Auschwitz nel 1943 e alla successiva scomparsa tra le vittime dell'Olocausto. Giunto in Italia, Bloch studiò all'Università di Roma, dove, allievo di Arnaldo Momigliano, si laureò in storia romana nel 1935, conseguendovi poi il Diploma di perfezionamento nel 1937. Negli anni 1933-1936 fu assistente alla cattedra universitaria di Gaetano De Sanctis.
Nel 1938, con vari studiosi, tra cui Italo Gismondi e Giovanni Becatti, fece parte del gruppo di scavo del sito di Ostia antica, nel contesto di una stagione che conobbe un grande impulso agli scavi romani, in Italia e oltremare, sotto la spinta della retorica imperialista della politica di Benito Mussolini. Dei risultati di tali esperienze potrà avvantaggiarsi per i primi studi sull'industria edile romana di cui era un profondo conoscitore.
Questa situazione doveva cambiare radicalmente di lì a poco, con l'entrata in vigore delle leggi razziali dell'Italia fascista: Bloch emigrò negli Stati Uniti nel 1939 e in America trovò la sua definitiva sistemazione, con una ininterrotta carriera che lo vide insegnare a Harvard per oltre quarant'anni.

### Carriera accademica
Dopo gli inizi come assistente di Gaetano De Sanctis a Roma (1933-1936), Bloch ha svolto la sua intera carriera all'Università Harvard, insegnandovi dal 1941 al 1982: associato dal 1947 al 1953, quindi full professor di greco e latino dal 1953 al 1973, fu infine Pope Professor of the Latin Language and Literature dal 1973 al 1982. Nel 1954 rifiutò una posizione permanente all'Institute for Advanced Study di Princeton perché il presidente del consiglio d'amministrazione dell'istituto aveva testimoniato contro Robert Oppenheimer, quando quest'ultimo era stato colpito da accuse di spionaggio.
Insegnamento e interessi di ricerca toccavano la storia greca e romana, l'archeologia e la storia dell'edilizia romana, l'epigrafia latina, la rinascita pagana di fine IV secolo, la storia medievale e la letteratura latina medievale, il monachesimo medievale benedettino e cassinese.

### Studi sui bolli laterizi
Risalgono al periodo degli scavi di Ostia antica i primi tre fondamentali contributi sugli antichi bolli laterizi, un argomento fino ad allora poco studiato e la cui utilità non era stata ancora compresa. Dopo i primi tre ponderosi articoli, Bloch non abbandonò mai l'interesse sulla materia, che continuò a coltivare per tutta la vita, pubblicando i risultati degli scavi anche dopo la guerra mondiale, con un volume edito nel 1948, poi riedito nel 1968, e con contributi al Corpus Inscriptionum Latinarum. Grazie agli studi sui bolli, si rese disponibile uno strumento di datazione basato sulle iscrizioni impresse sui laterizi. Si apriva inoltre la possibilità di tracciare gli scambi economici attraverso l'individuazione delle fabbriche laterizie di provenienza (le figlinae). Grazie alla datazione spesso offerta dai bolli, fu possibile ricostruire cronologicamente intere fasi dell'architettura romana, addentrarsi nel funzionamento dell'intero settore industriale e mercantile dei laterizi e di incardinare nella storia di Roma nuovi riferimenti temporali e nuovi elementi prosopografici.

### Storia di Montecassino nel Medioevo
Un nucleo centrale della sua ricerca medievistica fu la storia dell'Abbazia di Montecassino, un interesse in parte ereditato da Erich Caspar, suo maestro a Berlino, che aveva dedicato molte sue opere alle falsificazioni di Pietro Diacono (da Bloch scherzosamente chiamato Peter the Dickens). Opera fondamentale in tale campo di studi furono i tre volumi che Bloch dedicò alla storia di Montecassino nel Medioevo, lavoro intrapreso per le Edizioni di storia e letteratura, nel 1959, su sollecitazione del fondatore della casa editrice, don Giuseppe De Luca, a cui il nome di Bloch era stato suggerito da Eduard Fraenkel. Ben presto, già nella fase di preparazione dell'opera, alla quale aveva ottimisticamente pensato di dedicare un anno di studi, Bloch si rese conto delle enormi lacune presenti nella storiografia cassinense: fu per questo che, dal più limitato obiettivo iniziale (una raccolta di saggi), propose a De Luca un progetto più ambizioso, ricevendone, il 16 gennaio 1962, due mesi prima della morte del religioso, un deciso incoraggiamento. L'opera avrà così bisogno di un gigantesco studio, durato un quarto di secolo, prima di vedere infine la luce nel 1986, in tre volumi, con dedica postuma a don Giuseppe De Luca e a papa Giovanni XIII. Alla «magnifica» edizione tipografica romana si aggiungerà quella statunitense per la Harvard University Press. Il lavoro varrà a Bloch l'assegnazione del Praemium Urbis (Roma, 1987) e la Haskins Medal dalla Medieval Academy of America nel 1988.

#### La polemica sul bombardamento alleato dell'abbazia
Negli anni settanta e ottanta, fu protagonista di una polemica vertente sull'opportunità militare del bombardamento di Montecassino del 1944. In una monografia, frutto di suoi approfonditi studi, Bloch argomentò non solo sull'inutilità dell'operazione bellica, ma addirittura sulla sua dannosità da un punto di vista strategico: Bloch sosteneva che le macerie del bombardamento, subito occupate dai tedeschi, offrirono un prezioso riparo che consentì loro di tenere a lungo quella posizione, dalla quale poterono bersagliare le truppe alleate infliggendo gravissime perdite a chi tentasse di superare la linea Gustav. Questa presa di posizione di aspra critica gli alienò ovviamente molte simpatie, rendendolo persona non grata in alcuni ambienti, soprattutto in Nuova Zelanda, nazione dalla quale proveniva il comandante Bernard Freyberg al quale si attribuiva un ruolo chiave nella decisione di procedere al bombardamento.

### Affiliazioni accademiche e riconoscimenti
- Membro dell'Institute for Advanced Study di Princeton (1953-54)
- Professore incaricato alla School of Classical Studies della American Academy in Rome (1957-59)
- Senior Fellow della Harvard Society of Fellows (1964-79)
- Trustee of the Loeb Classical Library della Harvard University Press (1964-73)
- Presidente della American Philological Association (1968/9)
- President of Fellows della Medieval Academy of America (1990-93)
- Membro della American Academy of Arts and Sciences, della American Philosophical Society, della Pontificia Accademia Romana di Archeologia (dal 1990 membro onorario), dell'Istituto archeologico germanico, della Zentraldirektion della Monumenta Germaniae Historica
- Praemium Urbis (Roma) nel 1987
- Haskins Medal della Medieval Academy of America nel 1988
- Laurea ad honorem dall'Università di Cassino nel 1989[4]
- Premio "Cultori di Roma" del 1999

## Opere
- I bolli laterizi e la storia edilizia romana. Contributi all'archeologia e alla storia romana (1936-38), stampato come libro nel 1948, 2ª edizione 1968
- Guido Calza, Giovanni Becatti, Italo Gismondi, Guglielmo De Angelis d'Ossat, Herbert Bloch, Scavi di Ostia I. Topografia generale, Roma, 1954
- Supplemento al vol. XV,1 del Corpus Inscriptionum Latinarum, Including Complete Indices to the Roman Brick-stamps (1948; 2ª ed. 1967); a cura di Felix Jacoby, Abhandlungen zur griechischen Geschichtsschreibung (1956)
- The New Fascination with Ancient Rome, in Renaissance and Renewal in the Twelfth Century, a cura di R. L. Benson, G. Constable, C. D. Lanham, Cambridge Massachusetts, 1982, pp. 616–619
- "Der Autor der Graphia aureae urbis Romae," Deutsches Archiv für Erforschung des Mittelalters, 40 (1984), pp. 55–175 (leggermente incrementata per una pubblicazione autonoma nella collezione Monumenta Germaniae Historica)
- Monte Cassino in the Middle Ages, 3 vol., edizione congiunta Edizioni di storia e letteratura e Harvard University Press (1986)
- The Atina Dossier of Peter the Deacon of Monte Cassino. A Hagiographical Romance of the Twelfth Century, serie Studi e Testi 346, Edizioni di storia e letteratura (1998).
- (con Carmela Vircillo Franklin), The ecclesiae Atinatis historia of Marcantonio Palombo: Codd. Vat. lat. 15184-15186, Biblioteca Apostolica Vaticana, 1996